# 台灣民政支部長
台灣民政支部長前身是台灣縣知事一職，於1895年8月改制為台灣民政支部，管轄區約今臺灣中部之臺中市、彰化縣、雲林縣四縣市之區域。翌年，臺灣民政支部再改制為臺中縣。

## 歷任支部長
- 兒玉利國
- 牧朴真